# Banen (peuple)
Pour les articles homonymes, voir Banen.
Les Banens sont une population d'Afrique centrale, surtout présente sur le littoral du Cameroun (Banen de Yingui) et dans le centre (Banen de Ndiki). Ce furent les premiers habitants sédentaires de l’actuel Cameroun car leurs cousins bantous migrèrent vers le Royaume Kongo.

## Ethnonymie et société
.
Les Banen sont une population d'Afrique centrale (Cameroun), surtout présente sur le littoral (villes d’Édéa et Douala) et dans le centre (Banen de Ndikiniméki et de Nitoukou). Selon les ethnologues Ydelette Dugast, le philosophe et professeur Alain Ndedi et le Dr Révérend Pierre Mahend Betind, le mot « Banen » est le pluriel de « Munen » qui signifie le noble, le riche, spirituellement, (c´est-à-dire « honnête »), matériellement et moralement. Ce nom leur aurait été donné par leurs voisins Bassa (au Cameroun), pour leur caractère et leur comportement. Ce sont des peuples autochtones du Cameroun qui ne viennent pas d’ailleurs. Leurs origines seraient la vallée du Noun au Cameroun. C’est un groupe homogène qui n’est séparé par aucun autre groupe ethnique, sauf la division administrative survenue en 1930. On trouve aussi un peuple qui parle le hinen (langage du munen) dans le petit village de Regent (en Sierra Leone). Jaloux de son indépendance et de sa dignité, chaque Munen aimait se percher sur sa petite colline, où il était le seul Chef. Cette mentalité ou attitude culturelle distinctive a contraint les autres peuples à considérer chacun d’eux comme un Ifeyu c´est-à-dire « un homme Libre ». 

La prospérité économique, sociale et culturelle des Banens lors de la période coloniale, était liée aux conditions naturelles favorables de son espace géographique, et à des facteurs culturels (en particulier, les Banen ne sont pas polythéistes). Peuplé d’hommes de grande taille, robustes et travailleurs, le terroir Banen était nourricier pour les régions voisines ; y étaient cultivés cacao, café, palmistes, cola et autres cultures vivrières.

D’après le professeur Alain Ndedi (2006), sous le mandat allemand au Cameroun au cours des années 1880, un référendum fut organisé dans les régions auparavant détenues par les Banen, qui sont l'actuel canton de Ndockmakumak en pays Bassa (Babimbi II), le village de Logkat et le village de Ndobianga tous peuplés par les populations, qui autrefois parlaient le Tunen, mais parlent de nos jours la langue Bassa. La question posée aux populations Banen à l’époque était de savoir si elles préféraient rejoindre Ngambè (la ville Bassa) ou rester sous la domination de Yingui (la ville Banen). Ces populations ont accepté rejoindre les Ngambè de la tribu Bassa et sont désormais considérées comme des Bassa. Plus récemment, la population appelée ‘Banen Ba Ngwanga’ parlent la langue Bassa bien que appartenant à la tribu Banen.

## Légende
L’origine du nom de l’équipe du Cameroun de football provient d’une des légendes Banen, précisément du village de Ndiki. 
Un jeune chef Banen va obtenir de son père décédé une bénédiction, un pouvoir qui lui permettra de se transformer en grand lion noir. Avec cette capacité il causera énormément de dégâts contre les oppresseurs. Il deviendra alors pour les Européens la cible numéro une, mais tout le monde le voulait vivant afin de l’étudier. C’est ce qui arriva malheureusement et alors qu’il s’échappa pour rejoindre sa famille, sa femme qui devait laisser la porte ouverte, l’avait fermée à cause des intempéries.
Bloqué sur le fleuve du Wouri, ne pouvant utiliser une cabane permettant de se téléporter jusqu’à son village, il mourra de deux balles dans le torse. C’était le 8 août 1914, mort en même temps que Rudolf Douala Manga Bell et Martin-Paul Samba, tous morts à différents endroits du Cameroun de diverses façons. 
La dernière phrase de Maniben Yi Tombi, le lion noir Banen sera une malédiction pour les Allemands: « Ces 2 choses en moi qui me tuent, seront deux grands moments, qui vous tueront tous aussi », ainsi qu’une bénédiction à l’encontre des siens: «Quand il naîtra, il héritera de mon pouvoir et vous sauvera!»
Selon certaines théories les 2 balles qui l’ont tué se sont transformés en guerre mondiale qui aura alors touché l’Europe et principalement les Allemands, soit les oppresseurs du Cameroun. Quant au futur lion noir, pour sa venue mais aussi pour rendre hommage au premier lion noir, le festival Maniben Yi Tombi est célébré tous les ans.
La bénédiction des anciens, une coutume qui consiste à bénir au minimum et au maximum une personne de sa descendance qui a le plus de chance de devenir le lion noir, leur Héros! Si cela n’est pas fait c’est alors l’ancien qui est maudit, au contraire il mourra dans la paix.

## Langage
La dispersion des Banen a entraîné la perte de leur culture et, plus important encore, de leur dialecte, le Tunen, qui compte quatre sous-dialectes principaux : le Topoigne, le Alinga, le Ndocktuna et l'Effombo. 
Selon les sources et le contexte, on rencontre plusieurs autres formes : Banens, Ndiki, Ndikis.

## Réaction au projet de mise en exploitation de la forêt d'Ebo
Le 6 Mai 2020 nait le collectif ‘LES BANEN DISENT NON’, sous la direction du philosophe Alain Ndedi qui est un professeur d’entrepreneuriat, stratégie et organisation. 
En effet, le 04 février 2020, le ministère des Forêts et de la Faune de la République du Cameroun lançait un avis public pour le classement de 64 835 hectares de la forêt d'Ebo (point chaud de biodiversité) dans le domaine privé de l'Etat pour en faire une concession d’une trentaine d’Unités Forestières d’Aménagement, en abrégé UFA. 

Ce projet a tout de suite suscité l’inquiétude et les incertitudes des populations et les a conduits à se mobiliser autour de personnes susceptibles de porter de manière désintéressée leur voix et leur confiance dans ce processus pour une meilleure défense de leurs intérêts. Selon le professeur Alain Ndedi, des démarches ont donc été envisagées dans le sens de comprendre les fondements juridiques, le rôle, les objectifs et les enjeux de ce dernier avis public auprès de ministre de l’administration concernée (rencontré en délégation le 28 avril 2020). Cette délégation a exprimé l'opposition du collectif ; opposition adossée à des précédents et des faits historiques connus et indéniables concernant les Banen, et sur un argumentaire juridique en relation avec la protection des minorités et des peuples autochtones.

Les arguments du collectif reposaient respectivement sur des données factuelles vérifiables attestant l’existence des droits ancestraux des communautés plaignantes sur les terres convoitées par l’Etat; sur le précédent de l’arrêt du projet de WWF à la suite de l’opposition vigoureuse des communautés intéressées en 2006 et sur l’arrêt de ce projet en lui-même, à la suite de l’opposition des communautés concernées, constituant la reconnaissance formelle par l’Etat des droits ancestraux et traditionnels desdites communautés sur les terres litigieuses. Ces arguments reposaient aussi sur le non-respect des exigences de la Déclaration des Nations unies sur les droits des peuples autochtones adoptée le 13 septembre 2007 en ses articles 8, 10, 19 et 32 de cet instrument international qui fait consensus au sein des Etats membres de l’Organisation des Nations unies. Les arguments des Banens reposent sur le bilan peu élogieux la gestion des 100 Unités Forestières d’Aménagement en abrégé UFA existantes et sur l’existence de démarches et intérêts parallèles contraires à ceux des populations. 
Le collectif ‘LES BANEN disent NON’ dirigé par le philosophe professeur Alain Aimè Ndedi est un regroupement et un rassemblement des fils et filles des déportés des terres de la foret d’EBO qui envisagent le retour dans ce qui furent les terres de leurs parents, grands-parents et arrière-grands-parents. Puisque la matrice principale de leur âme culturelle s’y trouve: cimetières et lieux sacrés qui constituent des repères culturels et traditionnels irremplaçables, tout comme les cacaoyères, les caféiers, les plantations de palmier à huile, les cocotiers, les pruniers et d’autres cultures vivrières régulièrement entretenues, etc. ainsi que des cases dans les différents villages, il est impératif pour cette partie significative de la population camerounaise de retrouver son territoire. La raison d’être de cet engagement se trouve dans la revendication désintéressée de la prise en compte des opinions, même divergentes, et de la volonté réelle de des populations Banen et dans l’exigence de l’écoute des voix de nos acteurs majeurs, de certains chefs des grandes familles et de toutes les élites traditionnelles pour le bien de l’ensemble de ce peuple.
En Juin 2020, un collectif de Banens ne s'opposait pas à l'exploitation forestière, mais à une spoliation de leur droit à vivre sur ces terres.

## Langue
Ils parlent le banen (ou tunen), dont le nombre de locuteurs était estimé à 35 300 en 1982.